# 새나라자동차

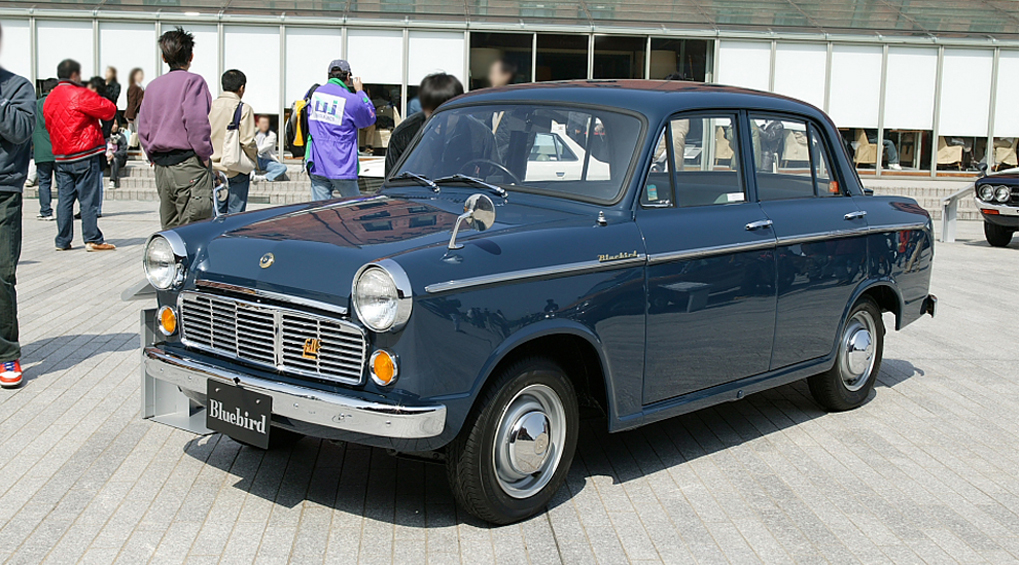
새나라자동차라는 이름으로 생산된 닛산 블루버드

새나라 자동차는 1962년 8월 경기도 부평(현재 인천광역시 부평구)에 재설립된 자동차 회사였다. 현재 한국지엠의 전신 중 하나다. 설립당시 연산 6,000대의 생산능력을 갖춘 공장을 세우고 그 해 11월부터 1961년식 닛산의 블루버드 P301형을 SKD(Semi-Knock-Down)부품수입방식으로 생산하기 시작했다. 블루버드는 '새나라자동차'라는 이름으로 1962년 11월부터 1963년 5월까지 2,700여대를 조립판매했다.

## 역사
1961년 5·16 군사 정변 이후 정부는 국가재건 방안의 하나로 '자동차공업 보호육성법'을 제정, 공포하였다. 당시 해외자본의 국내투자라는 명목으로 재일교포 박노정에게 새나라자동차의 설립을 허가했다. 옛 국산자동차 공장을 부지로 해서 공사가 착공되기도 전에 정부는 닛산의 블루버드 완제품 400여대를 면세로 수입할 수 있게 허가했다. 400대 중 150대는 외국인 관광용, 250대는 일반 관광용으로 허가했으나, 1963년 5월 아시아 영화제를 핑계로 생산차량을 일반택시로 용도변경해 놓고는 자금을 들고 일본으로 돌아갔다. 이는 국내 자동차업계에 엄청난 실망을 불러왔고, 국산 시발택시와 새나라자동차의 자동차를 소유했던 사람들은 큰 피해를 입게 됐다. 현재 대한민국에 운행 가능한 차량은 물론, 잔존하는 차체는 전혀 없는 것으로 추정된다. 이 사건은 엄청난 파장을 몰고와서 1964년 제3공화국 국회에서 재일교포 박노정에 대한 철저한 조사를 제기했으나, 이 시점에서 박노정은 이미 행방이 묘연해졌기 때문에 조사는 무산되었다.